# Nghị quyết 189 của Hội đồng Bảo an Liên Hợp Quốc
Nghị quyết 189 của Hội đồng Bảo an Liên Hợp Quốc, được nhất trí thông qua ngày 4 tháng 6 năm 1964 lên án sự cố do các đơn vị quân của Việt Nam Cộng hòa xâm nhập vào lãnh thổ Campuchia và yêu cầu bồi thường cho người Campuchia. Nghị quyết sau đó đề nghị tất cả các quốc gia và chính quyền công nhận và tôn trọng tính trung lập và toàn vẹn lãnh thổ của Campuchia, quyết định cử 3 thành viên của nước này tới những nơi xảy ra sự cố gần đây nhất để báo cáo lại Hội đồng sau 45 ngày kèm theo các đề xuất.
Campuchia trước đây từng phàn nàn về các hành động xâm lược và xâm nhập của quân lực Việt Nam Cộng hòa và quân đội Mỹ vào lãnh thổ của mình. Ngày 24 tháng 7 năm 1964, phái đoàn do Hội đồng cử đến báo cáo tình hình biên giới vẫn căng thẳng và chưa tìm ra được giải pháp nào cả.